# Martin Kolsdorf
Martin Kolsdorf (ur. ok. 1585, zm. 9 lipca 1624 we Wrocławiu) – duchowny katolicki, sufragan wrocławski od 1617.

## Życiorys
Urodził się ok. 1585. Studiował teologię w Rzymie, gdzie uzyskał doktorat. W 1600 został włączony do wrocławskiej kapituły katedralnej, a trzynaście lat później do kapituły kolegiackiej w Głogowie. Był prepozytem kapituły kolegiackiej św. Krzyża we Wrocławiu. 24 stycznia 1617 został mianowany biskupem tytularnym Nicopolis i sufraganem wrocławskim przez papieża Pawła V. Jego konsekracja biskupia miała miejsce 23 kwietnia tego samego roku. Pełnił urząd oficjała i wikariusza generalnego diecezji wrocławskiej. Toczył spory z kapitułą o miejsce w chórze kanonickim. Zmarł w 1624 we Wrocławiu i został pochowany w kaplicy katedralnej św. Piotra i św. Pawła. Swoją bibliotekę zapisał studentom, a pewną sumę pieniężną przeznaczył na katechizację młodzieży.